# Нджубигбо, Нуэлла
Нуэлла Нджубигбо (англ. Nuella Njubigbo) — нигерийская актриса и сценарист. Она была номинирована на премию «2012 Nollywood Movies Awards» в номинации «Восходящая звезда».

## Биография
Нуэлла является уроженкой Анамбры. Она обучалась правительственному делу и государственной администрации в «Imo State University». 29 марта 2014 она вышла замуж за режиссёра Тчиди Чикере в своём родном городе и их союз был предметом обсуждения в СМИ в течение нескольких дней в основном потому, что жених ранее был женат на другой актрисой Софи Чикере, матери его троих сыновей. У супругов есть дочь — Адачи Тестимони Тчиди Чикере (род.03.12.2014).

## Фильмография
- Life's incidence
- Lord of marriage
- Evil project
- Heart of a slave
- Royal Grandmother
- Open & Close (2011)
- Apparition